# Брожский сельсовет
Бро́жский сельсовет (бел.  Бро́жскі сельсавет) — административно-территориальная единица
Бобруйского района Могилёвской области Республики Беларусь.

## Географическое положение
Брожский сельский Совет депутатов расположен на юго-западе Бобруйского района Могилевской области в 25 км от Бобруйска. Занимает площадь 181,34 км2.

## Состав
В состав сельского Совета входят 6 населенных пунктов:
- Брожа — посёлок.
- Брожа — деревня.
- Лоси — деревня.
- Макаровичи — деревня.
- Орсичи — деревня.
- Редкий Рог — посёлок.

## Население
- 1999 год — 1759 человек
- 2010 год — 1246 человек

На 01.01.2013 года числится 620 домашних хозяйств, проживает 1226 человек.

## Производственная сфера
- ЗАО "Птицефабрика «Вишнёвка»
- Брожское и Макаровичское лесничества
- Брожский участок ОАО «ФанДОК»
- Мастерский участок отделения БЖД
- 2 мастерских участка УКП «Жилкомхоз»
- Подсобное хозяйство Бобруйского КХП
- Крестьянско-фермерское хозяйство

## Социально-культурная сфера
На территории сельского Совета находятся
Учреждения образования:
- ГУО «Брожская средняя школа Бобруйского района»
- ГУО «Детский сад п. Брожа Бобруйского района»

Учреждения здравоохранения:
- Сельская врачебная амбулатория «Редкий Рог»
- Брожский фельдшерско-акушерский пункт

На территории сельского Совета также находятся:
- Редкорожский сельский дом культуры и Брожский сельский клуб-библиотека, сельская библиотека в п. Редкий Рог
- Комплексный приемный пункт в п. Брожа
- Дом социального обслуживания в д. Макаровичи
- Отделение круглосуточного пребывания для инвалидов и одинокопроживающих пенсионеров в п. Редкий Рог